# Russia Open 2009
Die Russia Open 2009 im Badminton fanden vom 22. bis 27. September 2009 in Wladiwostok statt.

## Austragungsort
- Sport Hall Olympic

## Finalergebnisse
| Disziplin    | Sieger                        | Finalist                             | Ergebnis            |
| ------------ | ----------------------------- | ------------------------------------ | ------------------- |
| Herreneinzel | Vladimir Malkov               | Brice Leverdez                       | 21–17, 11–21, 21–8  |
| Dameneinzel  | Ella Diehl                    | Tatjana Bibik                        | 21–17, 16–21, 21–11 |
| Herrendoppel | Vladimir Ivanov Ivan Sozonov  | Alexandr Nikolaenko Vitaliy Durkin   | 21–19, 21–19        |
| Damendoppel  | Valeria Sorokina Nina Vislova | Tatjana Bibik Olga Golovanova        | 21–8, 22–20         |
| Mixed        | Vitaliy Durkin Nina Vislova   | Alexandr Nikolaenko Valeria Sorokina | 21–16, 21–16        |